# Uofficielt Danmarksmesterskab i indendørs fodbold
Det uofficielle Danmarksmesterskab i Indendørs fodbold er en fodboldturnering for alle Superligaholdene. Turneringen, som er arrangeret af Divisionsforeningen, er sponsoreret af Oddset og kaldes derfor også Oddset Cup. Turneringen, der har eksisteret siden 1998, afvikles i løbet af en enkelt stævnedag i Brøndby Hallen. Turneringen blev ikke afholdt i 2010 og vendte først tilbage i 2014 under navnet Viasat Cup, og blev vist på TV3 Sport 1, i stedet for TV2, som ellers tidligere havde sendt turneringen. I 2015 ændrede turneringen navn igen til Arbejdernes Landsbank Cup, grundet bankens sponsoraftale med Brøndby IF.

## Statistik
| År   | Guldvinder     | Sølv            | Finaleresultat | Bronze         | Turneringens spiller | Topscorer                            |
| ---- | -------------- | --------------- | -------------- | -------------- | -------------------- | ------------------------------------ |
| 2015 | Vejle Boldklub | Hobro IK        | 3-2 efs.       | Brøndby IF     |                      | TBA                                  |
| 2014 | Brøndby IF     | AaB             | 1-0            | Viborg FF      |                      | Jonathan 'Lålå' Nielsen, Hvidovre IF |
| 2010 | Aflyst         | Aflyst          | Aflyst         | Aflyst         | Aflyst               | Aflyst                               |
| 2009 | Vejle Boldklub | FC Nordsjælland | 3-1            | SønderjyskE    |                      | Henrik Kildentoft, FCN               |
| 2008 | Brøndby IF     | FC Nordsjælland | 1-0            | FC Midtjylland |                      |                                      |
| 2007 | Esbjerg fB     | AC Horsens      | 1-0 efs.       | AaB            |                      | Casper Henningsen, SIF               |
| 2006 | Esbjerg fB     | FC Nordsjælland | 1-0 efs.       | AaB            | Jakob Poulsen, EfB   |                                      |
| 2005 | Esbjerg fB     | FC Nordsjælland | 3-0            | AaB            | Lasse Kryger, EfB    | Mads Junker, FCN                     |
| 2004 | AaB            | Brøndby IF      | 1-0 efs.       | Herfølge       | Karim Zaza, BIF      |                                      |
| 2003 | Viborg FF      | Køge            | 2-1 efs.       | Esbjerg fB     |                      |                                      |
| 2002 | Brøndby IF     | FC København    | 3-1 esk.       | Køge           | Niclas Jensen, FCK   |                                      |
| 2001 | Brøndby IF     | Viborg FF       | 3-0            | Silkeborg IF   |                      |                                      |
| 2000 | Brøndby IF     | OB              | 1-0            |                |                      |                                      |
| 1999 | Brøndby IF     | B.93            | 2-0            |                |                      |                                      |
| 1998 | Brøndby IF     | Aarhus Fremad   | 2-1 efs.       |                |                      |                                      |

## Se Også
- Det officielle Danmarksmesterskab i indendørs fodbold
- Indendørs fodbold

## Links/Henvisninger
- Brøndby Hallen